# Obnova
Obnova (búlgaro: Обно̀ва) es un pueblo de Bulgaria perteneciente al municipio de Levski de la provincia de Pleven.
Se ubica unos 15 km al noroeste de la capital municipal Levski, sobre la carretera E83 que une Pleven con Byala.
El pueblo fue creado en 1934 mediante la fusión de dos localidades que existían aquí desde la Edad Media, llamadas Vinaya y Radinenets.

## Demografía
En 2011 tenía 1990 habitantes, de los cuales el 76,18% eran étnicamente búlgaros, el 6,63% turcos y el 1,2% gitanos.
En anteriores censos su población ha sido la siguiente:
| Gráfica de evolución demográfica de Obnova entre 1934 y 2011 |
|                                                              |